# Galumna glabra
Galumna glabra är en kvalsterart som beskrevs av Pérez-Íñigo och Baggio 1991. Galumna glabra ingår i släktet Galumna och familjen Galumnidae. Inga underarter finns listade i Catalogue of Life.